# Thorkild Simonsen

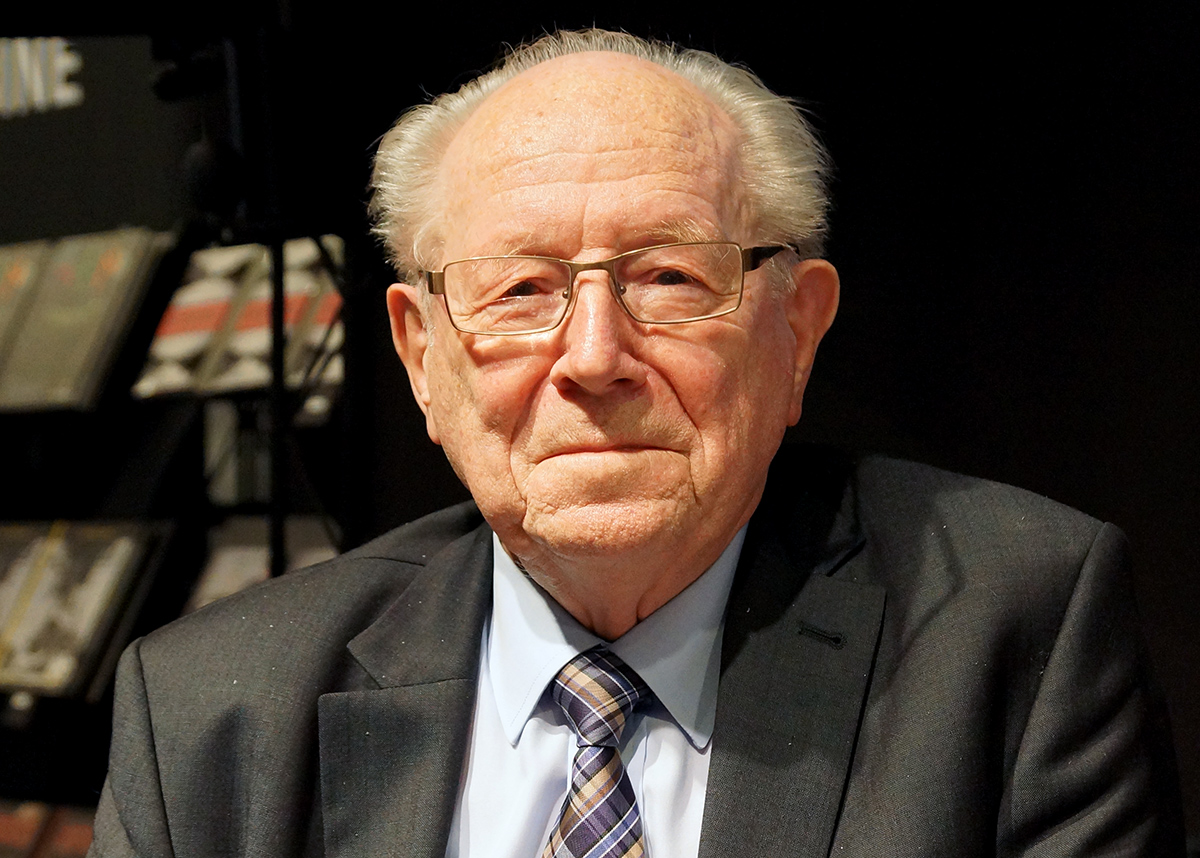
Thorkild Simonsen (2014)

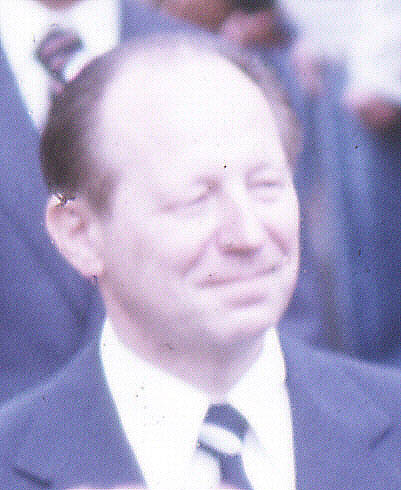
Thorkild Simonsen zirka 1979

Thorkild Simonsen (* 7. Juli 1926 in Sdr. Rubjerg; † vor oder am 4. September 2022 in Risskov) war ein dänischer sozialdemokratischer Politiker.

## Leben
Simonsen war von 1966 bis 1997 Stadtrat in Aarhus und ab dem 1. Januar 1982 Bürgermeister der Stadt. Beide Ämter legte er 1997 nieder. Von 20. Oktober 1997 bis 23. Februar 2000 war er dänischer Innenminister.